# زمین‌لرزه مکزیک
زمین‌لرزه مکزیک ممکن است به یکی از موارد زیر اشاره داشته باشد. فهرست زمین لرزه‌های مکزیک به ترتیب وقوع آن از جدید به قدیم:
- - زمین‌لرزه ۲۰۱۷ پوئبلا مکزیک
  - زمین‌لرزه ۲۰۱۷ چیاپاس مکزیک
  - زمین‌لرزه ۲۰۱۱ مکزیک
  - زمین‌لرزه ۲۰۱۱ گوررو مکزیک
  - زمین‌لرزه ۲۰۱۰ اوآخاکا مکزیک
  - زمین‌لرزه ۲۰۰۹ گوررو مکزیک
  - زمین‌لرزه ۲۰۰۳ کلیما مکزیک
  - زمین‌لرزه ۱۹۹۹ مکزیک
  - زمین‌لرزه ۱۹۹۹ اوآخاکا مکزیک
  - زمین‌لرزه ۱۹۹۷ مکزیک
  - زمین‌لرزه ۱۹۹۵ کلیما-خالیسکو مکزیک
  - زمین‌لرزه ۱۹۹۵ چیاپاس مکزیک
  - زمین‌لرزه ۱۹۹۵ گوررو مکزیک
  - زمین‌لرزه ۱۹۹۳ مکزیک
  - زمین‌لرزه ۱۹۸۵ مکزیکو سیتی
  - زمین‌لرزه ۱۹۸۵ مکزیک
  - زمین‌لرزه ۱۹۸۱ مکزیک
  - زمین‌لرزه ۱۹۸۰ مکزیک مرکزی
  - زمین‌لرزه ۱۹۷۹ مکزیک
  - زمین‌لرزه ۱۹۷۸ مکزیک
  - زمین‌لرزه ۱۹۷۳ مکزیک
  - زمین‌لرزه سپتامبر ۱۹۶۸ مکزیک
  - زمین‌لرزه اوت ۱۹۶۸ مکزیک
  - زمین‌لرزه ۱۹۶۵ اوآخاکا مکزیک
  - زمین‌لرزه ۱۹ مه ۱۹۶۲ مکزیک
  - زمین‌لرزه ۱۱ مه ۱۹۶۲ مکزیک
  - زمین‌لرزه اوت ۱۹۵۹ مکزیک
  - زمین‌لرزه مه ۱۹۵۹ مکزیک
  - زمین‌لرزه ۱۹۵۷ مکزیک
  - زمین‌لرزه ۱۹۴۳ مکزیک
  - زمین‌لرزه ۱۹۴۱ مکزیک
  - زمین‌لرزه ۱۹۳۷ مکزیک
  - زمین‌لرزه ۱۹۳۷ اریزابا مکزیک
  - زمین‌لرزه ۱۹۳۲ خالیسکو مکزیک
  - زمین‌لرزه ۲۲ ژوئن ۱۹۳۲ مکزیک
  - زمین‌لرزه ۱۸ ژوئن ۱۹۳۲ مکزیک
  - زمین‌لرزه ۱۹۳۱ اوآخاکا مکزیک
  - زمین‌لرزه ۱۹۲۸ مکزیک
  - زمین‌لرزه ۱۹۲۰ مکزیک
  - زمین‌لرزه ۱۹۱۱ مکزیک
  - زمین‌لرزه ۱۹۰۷ مکزیک